# Villainous (serie animata)
Villainous (in spagnolo: Villanos) è una webserie messicana animata creata da Alan Ituriel. È basata sulla webserie omonima realizzata nel 2012 da Ituriel stesso, i cui diritti sono stati in seguito acquisiti da Cartoon Network che ne ha inizialmente commissionato allo studio A.I. Animation Studios una miniserie di 10 episodi della durata di meno di un minuto ciascuno per l'app di Cartoon Network. In Italia la serie è inedita.
Grazie al successo ottenuto dalle prime animazioni, la serie ha ricevuto l'autorizzazione per la produzione di nuovi corti (tuttora in via di pubblicazione) e un episodio pilota della durata di 11 minuti.
La serie è tuttora inedita in Italia, tranne per l'episodio crossover con la serie Victor e Valentino.

## Produzione
Gli episodi originali della webserie di Villainous erano scritti, animati e diretti interamente da Alan Ituriel, e pubblicati sul sito web ThatPlaceToHangOut.com.
Durante la produzione della nuova serie reboot, Cartoon Network ha assunto il popolare gamer di YouTube Markiplier come voce dell'orso 5.0.5., e ha contattato il compositore Kevin Manthei (noto per le musiche di Invader Zim) per la colonna sonora.
Alan Ituriel rimane in controllo di molti aspetti dello show, in qualità di regista, sceneggiatore, storyboarder e voce del personaggio principale Black Hat.

## Trama
Villainous narra le vicende della Black Hat Organization, un efficiente gruppo a scopi criminali fondato da Black Hat, una sorta di demone che vanta di essere l'incarnazione della malvagità stessa. Obiettivo dell'organizzazione è offrire i propri servigi ai cattivi di ogni dimensione, che sia sotto forma di invenzioni create dal geniale Dr. Flug oppure di prestazioni più "dirette" di cui si occupa la sicaria Demencia.
Gli episodi sono solitamente proposti sotto forma di spot, in cui Black Hat o uno dei suoi assistenti pubblicizza un prodotto della Black Hat Organization.

## Personaggi
- Black Hat (doppiato da Alan Ituriel sia in inglese che in spagnolo, e Dario Oppido nell’episodio crossover con ‘‘Victor e Valentino’’ “Un calamaro da salare”) è un essere estremamente antico con una personalità puramente malvagia, narcisistica e sadica. Dirige la Black Hat Organization, da lui fondata per fornire supporto ad ogni cattivo che lo richieda. La specie di Black Hat è sconosciuta[3] e dimostra di avere l'abilità di cambiare forma, manipolare lo spazio, evocare oggetti (come il suo bastone, formato dalla propria ombra), teletrasportarsi e aprire portali interdimensionali con i propri artigli. Si arrabbia facilmente, in particolare con il Dottor Flug (sua vittima prediletta), ma anche con Demencia (che lo corteggia per suo fastidio), con 5.0.5. (il quale cerca spesso affetto da lui) e in generale con qualunque cattivo che si dimostri incompetente. Sembra saper suonare l'organo e, a detta del suo creatore, anche il violino. Il suo vestiario è quello stereotipato da villain. Il suo simbolo è il cappello a cilindro nero che porta in testa, sotto il quale ha mostrato di avere una bombetta di più piccole dimensioni.
- Il Dr. Flug Slys (doppiato da Jose Antonio Macías in spagnolo e da Todd "Eco Vox" Asayer in inglese) è uno scienziato alle dipendenze di Black Hat, vicepresidente e dunque secondo in comando all'interno dell'organizzazione. Flugslys significa "incidente aereo" in lingua islandese, probabilmente in riferimento alla sua più volte manifestata passione per i velivoli (secondo il suo creatore, avrebbe conseguito anche un brevetto da pilota) e, come si scopre nell'episodio pilota, vive proprio all'interno dell'aereo schiantato sul covo di Black Hat. È un tipo piuttosto nervoso, soprattutto in prossimità di Black Hat, il quale spesso e volentieri si sfoga su di lui; anche per questo fa il possibile per non deluderlo. Ha un buon rapporto con 5.0.5., da lui creato, mentre non va molto d'accordo con Demencia, la quale si diverte spesso a tormentarlo. Le sue invenzioni funzionerebbero benissimo ma l'abuso da parte degli altri e il fatto che il dottore talvolta si dimentichi di esporre tutte le caratteristiche, fanno sì che spesso si guastino o causino danni. Flug indossa sempre sulla testa un sacchetto di carta, per ragioni sconosciute, e a quanto pare l'unico a sapere cosa vi si nasconda sotto è Black Hat.[4]
- Demencia (doppiata da Melissa Gedeón in spagnolo e da Melaney Sems in inglese, e Ludovica Bebi nell’episodio crossover con ‘‘Victor e Valentino’’ “Un calamaro da salare”) è una collaboratrice di Black Hat che si occupa del "lavoro sporco" per conto dell'organizzazione.[5] È pazzamente innamorata di Black Hat, ma lui non la considera nemmeno ed è invece molto infastidito dalla sua sola presenza, generalmente, ma ne apprezza la spietatezza e la sua efficienza nell'uccidere. Per il suo abbigliamento e alcuni particolari dell'aspetto fisico (come i canini, la forma il colore dei capelli e gli occhi) ricorda molto un rettile. Sa suonare la chitarra elettrica. Adora portare caos e distruzione e le piace tormentare Flug.
- 5.0.5 (doppiato dallo youtuber Markiplier) è un esperimento fallito del Dottor Flug. È un grosso orso di colore blu con un fiore giallo sulla testa che si affloscia o rinvigorisce a seconda del suo stato d'animo. Secondo le intenzioni iniziali di Black Hat avrebbe dovuto essere estremamente malvagio, ma è invece diventato una creatura amichevole e adorabile. Si esprime solamente a versi. Flug lo tratta bene e a volte lo coccola, mentre Demencia e Black Hat lo tormentano, specie quest'ultimo che lo odia e talvolta lo usa come cavia per le creazioni di Flug. Sembra occuparsi della pulizia della villa di Black Hat ed è immortale.[5]
- Penumbra (doppiata da Rebeca Manriquez in spagnolo e da Amanda Rose in inglese) è una cattiva che soffre di una condizione cutanea (probabilmente causata da se stessa) che la fa bruciare quando viene a contatto con la luce del sole. Ha cercato di ostruire il sole in molti modi, che vengono sempre contrastati da Sunblast, il supereroe di Arteno City, il quale agisce come un bullo verso di lei. Indossa un camice bianco da laboratorio (da classica scienziata pazza) e ha i capelli ombrosi e trasparenti che rivelano una linea nera dietro la testa.

## Episodi
Gli episodi vengono prodotti in Messico dalla A.I. Animation Studios ma realizzati con in mente il doppiaggio in inglese.
Qui sotto sono elencati i corti da un minuto o da quindici secondi che sono stati rilasciati sulla app ufficiale di Cartoon Network e sul canale YouTube di Cartoon Network LA (Latino America).

### Fase Uno
1. The Perception of Evil/La Percepción del Mal (La Percezione del Male)
2. Ice Cream of Fear/Helado de Miedo (Gelato del Terrore)
3. Bigger, Badder/Más Grande, más Malo (Più Grande, Più Cattivo)
4. Squeak/Chirrido (Stridio)
5. Horribly Heavy/Horriblemente Pesado (Orribilmente Pesante)
6. Wearing Evil/Vistiendo la Maldad (Vestendo la Malvagità)
7. Bad Security/Seguridad Mala (Cattiva Sicurezza)
8. The Portrait of Evil/El Retrato del Mal (Il Ritratto della Malvagità)
9. Sculpting Evil/Esculpiendo Maldad (Scolpendo la Malvagità)
10. The Note of Destruction/La Nota de Destrucción (La Nota della Distruzione)

### Fase Due
1. Horrible Holidays/Horribles fiestas (Orribili Feste)
2. The Foul Flower/La flor fétida (Il Fiore Fetido)
3. Dementia WaZ Here/Demencia eZtubo aquí (Demencia è Ztata qui)
4. Black Hat Organization: 2018 Anniversary/Black Hat Organization: Aniversario 2018 (L'Anniversario della Black Hat Organization)
5. Trap-ical Resort/¡Verano! (Estate!)

### Video di Orientamento per Cattivi
Nota: Questa è una serie di 11 corti speciali da 10-11 minuti in cui Black Hat o i suoi assistenti criticano i cattivi di altre serie di Cartoon Network
1. I Casi Perduti di Ooo (con il Conte Limoncello da Adventure Time)
2. I Casi Perduti di Rhyboflavin (con Nometeus da Mighty Magiswords)
3. I Casi Perduti della Boxmore (con Lord Boxman da OK K.O.! Let's Be Heroes)
4. I Casi Perduti di Townsville (con Mojo Jojo da Le Superchicche)
5. I Casi Perduti di Elmore (con Rob/Dr. Demolitore da Lo straordinario mondo di Gumball)
6. Guida per una Conquista Malvagia (con Vilgax da Ben 10)
7. I Casi Perduti del Futuro (con Aku da Samurai Jack)
8. I Casi Perduti di Beach City (con Peridot e Jasper da Steven Universe)
9. I Casi Perduti del Parco (con Anti-Pops da Regular Show)
10. I Casi Perduti Della Casa Sull'Albero (Con I signorini perfettini da Nome in codice: Kommando Nuovi Diavoli)
11. Domande e risposte: la Black Hat Organization risponde